# Ectopleura radiata
Ectopleura radiata is een hydroïdpoliep uit de familie Tubulariidae. De poliep komt uit het geslacht Ectopleura. Ectopleura radiata werd in 1937 voor het eerst wetenschappelijk beschreven door Uchida. 